# Ali Ahmed Jama Jangali
Ali Ahmed Jama Jangali, in somalo Cali Axmed Jamaac (...), è un politico somalo.
Ha ricoperto l'incarico di Ministro degli affari esteri nel governo del Primo ministro Nur Hassan Hussein (2008-2009) e poi in quello guidato da Omar Abdirashid Ali Sharmarke (2009-2010).
Nel gennaio 2015 è divenuto Ministro dell'aviazione nel governo di Sharmarke.